# Giacomo Simonetta
Giacomo Simonetta (Milán, 1475 - Roma, 2 de noviembre de 1539), fue un eclesiástico y jurista italiano. 

## Biografía
Fue hijo de Giovanni Simonetta, oriundo de Calabria, que era secretario del duque Francesco Sforza, y de Caterina Barbavara, hija de Marcolino, que había sido hombre de confianza de Gian Galeazzo Visconti.  Tuvo por hermanos a Francesco, Alessandro, Girolamo, Filippo, Paolo, Pietro Battista, Bartolomeo, Margherita y Battista. 
En el contexto de las luchas de poder por el gobierno de Milán, en 1480 Ludovico Sforza mandó decapitar a su tío Francesco, y la familia partió al exilio a Vercelli hasta que pudieron volver diez años después.  
Girolamo estudió leyes en Padua y en Pavía hasta doctorarse in utroque iure, y a principios del siglo XVI se trasladó a Roma, donde destacó como canonista con la publicación de "De reservationibus beneficiorum", que se mantuvo inédito hasta su publicación en Colonia en 1583, reeditado en Roma en 1588.  
En 1505 el papa Julio II le nombró abogado consistorial y referendario del Tribunal de la Signatura, del que llegaría a ser prefecto. 
Fue por esta época que compuso la obra "Notabilia Signaturarum Justitiae et Gratiae". 
Auditor del Tribunal de la Rota desde 1511, del que llegó a ser decano en 1523, intervino en el Concilio Lateranense V y tuvo una participación destacada en los procesos de canonización de Francisco de Paula y Antonino Pierozzi, en la comisión diplomática que supervisó la entrega de Montepulciano de la República de Siena a la de Florencia en el contexto de las guerras italianas y en la causa de divorcio de Enrique VIII de Inglaterra. 
Paulo III le creó cardenal en el consistorio de 1535; recibió el título de San Ciriaco alla Terme, que en 1537 cambió por el de San Apolinar alla Terme.  Participó también en la comisión para la reforma de la Curia (1535-36), en la dedicada a la reforma de la Dataría (1537) y en la convocatoria y gestión del Concilio ecuménico de Vicenza (1538), y fue Camarlengo del Colegio Cardenalicio en 1539. 
A lo largo de su vida tuvo abundantes beneficios eclesiásticos, de los que siguiendo la costumbre de la época hizo un uso nepotista:  en distintos periodos fue obispo o administrador apostólico de las diócesis de Pésaro, que cedió a su sobrino Ludovico; Perugia, que cedió a su otro sobrino Francesco Bernardino; Lodi, que renunció en favor de su otro sobrino Giovanni; y Sutri-Nepi, que mantuvo hasta su muerte.  
Fallecido en Roma a los 64 años de edad, recibió sepultura en la capilla que él mismo mandó construir en la iglesia de Trinità dei Monti, actualmente dedicada  a San Francisco de Paula.